# اسکیترزویل (ویرجینیای غربی)
اسکیترزویل (به انگلیسی: Skeetersville) یک منطقهٔ مسکونی در ایالات متحده آمریکا است که در شهرستان جفرسون، ویرجینیای غربی واقع شده‌است.